# Бугіль Володимир Вячеславович
Володимир Вячеславович Бугіль (6 квітня 1979, Київ) — український суддя.

## Життєпис
Володимир Бугіль народився 6 квітня 1979 року в Києві. 2001 року закінчив Київський університет ім. Шевченка.

## Суддя
2007—2011 — суддя Яготинського районного суду Київської області;
З 2011 — суддя Шевченківського районного суду Києва, з 2012 року обраний на посаду судді безстроково.

### Контроверсійні справи
У листопаді 2011 року Бугіль амністував помічницю київського судді Наталію Соловей, яка була винуватицею ДТП, де з її вини загинула мати трьох дітей Світлана Тетеревкова.
У грудні 2011 року суддя Бугіль вів кримінальну справу щодо активістів Податкового майдану за звинуваченнями в пошкодженні бруківки на Майдані Незалежності восени 2010 року. Справу було закрито вже після втечі Януковича наприкінці березня 2014 року.
2013 року суддя Бугіль обрав журналісту «Дорожнього контролю» та активісту Євромайдану Андрію Дзиндзі запобіжний захід у вигляді тримання під вартою на два місяці. Це сталося в рамках розгляду справи про акції протесту 1 грудня 2013 року на вул. Банковій у Києві. Також Бугіль затвердив дві ухвали з дозволами на обшук у приміщеннях, що належали активісту Євромайдану Кадурі. Ці рішення були неконституційними, це підтвердила судова комісія.
2015 року спеціальна комісія з перевірки суддів рекомендувала звільнити Бугіля через порушення присяги при ухваленні цих рішень. Однак, Вища рада правосуддя вирішила все ж залишити його на посаді, хоч порушення й визнала. Вища рада правосуддя вирішила, що у висновку комісії немає достатніх доказів необ'єктивності Бугіля, тому було відмовлено у поданні до ВРУ про звільнення Бугіля з посади судді.
2014 року Бугіль відмовився залишати під вартою та ухвалив рішення відпустити під заставу в 23 тис. грн хулігана з Білої Церкви Вадима Тітушко (Румина), який 18 травня 2014 року напав на журналістів Ольгу Сніцарчук та Влада Соделя. Бугіль перед цим відмовив прокурору у клопотанні про домашній арешт обвинувачуваного.
У травні 2015 року Бугіль оштрафував на 51 грн миколаївського пенсіонера Анатолія Ільченка через те, що той ходив на пікеті у Києві із плакатом з написом «Янукович козел», в якому суддя Бугіль побачив нецензурщину.
16 квітня 2016 року Бугіль звільнив під заставу дніпропетровського наркобарона Володимира Володарського («Вольдемара»), якого днем раніше затримали керівник Департаменту МВС по боротьбі з наркообігом Ілля Кива і співробітники спецпідрозділу «Сокіл». Вольдемар вніс заставу розміром 35 тис. $.

### Справа Насірова
14 лютого 2019 року Бугіль головував колегією суддів, що ухвалила арешт на 300 тис. $ Романа Насірова, екс-голови Державної фіскальної служби, на його рахунку в Британії.

### Суд над Стерненком

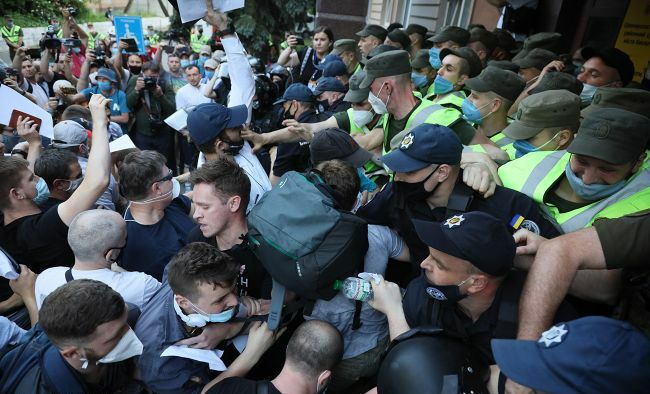
Сутички під Шевченківським судом на підтримку Стерненка (12 червня 2020, Київ)

У червні 2020-го Бугіль був слідчим суддею, що розглядав рішення про запобіжний захід українському активісту Сергієві Стерненку. Активістів та народних депутатів від партії «Голос», що планували взяти Стерненка на поруки, не пропускали на засідання суду. Поліція застосувала газові балончики, у відповідь полетіли пусті пляшки. Через це біля будівлі Шевченківського суду сталися сутички між активістами та поліціянтами. Також Бугіль відмовився відводити упередженого та необ‘єктивного прокурора Бозовуляка.

## Сім'я
- Дружина Світлана Петрівна Бугіль, донька Анастасія, син Ярослав[12].
- Теща Чернякова Катерина Петрівна (мати дружини) — з 2010 року є секретарем Черняхівської сільської ради Яготинського району Київської області[13].